# Арнизе
Арнизе (нем. Arnisee) — водохранилище в Швейцарии, кантон Ури, община Гуртнеллен.
Водохранилище размерами 250 × 200 метров расположено на высоте 1368 м над уровнем моря. Объём водоёма — 180 000 м³. Дамба водохранилища была сооружена в 1910 году. На дамбе расположена гидроэлектростанция Altdorf AG (EWA) мощностью 13 МВт. После преодоления дамбы река, на которой сооружено водохранилище, впадает в реку Ройс.
К водоёму можно попасть при помощи подъёмников из Амштега (коммуна Зиленен) и Инчи.